# Ihlower Forst
Der Ihlower Forst ist ein rund 350 Hektar großes unter Naturschutz stehendes Mischwaldgebiet auf dem Gebiet der gleichnamigen Gemeinde in Ostfriesland. Er wird heute hauptsächlich von Buchen, Eichen und anderen Laubbäumen bestanden. Nadelhölzer sind hier eher selten. Bekannt wurde der Wald insbesondere durch die Grabungen am ehemaligen Zisterzienserkloster.

## Flächennutzung, Boden
Der Waldboden besteht hauptsächlich aus Geschiebesänden. An wenigen Stellen befindet sich eine Moorauflage, die durch eine systematische Entwässerung und der damit einhergehenden Absenkung des Grundwasserstandes weitgehend trockengelegt ist. Dadurch ist der Wald von einem ausgedehnten Grabensystem durchzogen. In unmittelbarer Nähe des ehemaligen Klosters befinden sich Fischteiche, die von Mönchen zur Versorgung des Klosters angelegt wurden. Stellenweise werden heute Wiedervernässungen durchgeführt. An mehreren Stellen sind überwiegend feuchte Grünländer in das Waldgebiet eingebettet.
Der Großteil des Waldes wird heute staatsforstlich genutzt. Der Wald ist als FFH-Gebiet gemeldet und seit dem 10. Oktober 2019 als Naturschutzgebiet „Ihlower Forst“ ausgewiesen. Das rund 324 Hektar große Naturschutzgebiet mit dem Kennzeichen NSG WE 318 ersetzt im Geltungsbereich der Naturschutzverordnung das Landschaftsschutzgebiet „Ihlower Forst und Niederung des Krummen Tiefs“. 7,5 Prozent der Fläche des Waldes sind als Naturwald ausgewiesen. Das Naturschutzgebiet ist zu einem großen Teil vom Landschaftsschutzgebiet „Ihlower Forst und Niederung des Krummen Tiefs“ umgeben. Nach Süden grenzt es an das Naturschutzgebiet „Fehntjer Tief und Umgebung Nord“.

## Flora und Fauna
Der Wald wird von Buchen- und Eichenmischwald mit Stieleichen und Rotbuchen als dominierte Baumbestände sowie Eichen- und Hainbuchenmischwald geprägt. Stellenweise wie auf Moorstandorten sind Bruchwälder mit Schwarz-Erlen und Eschen ausgebildet. Naturschutzfachlich bedeutend sind Vorkommen von Auwäldern. Die wenigen Nadelholzgebiete werden von Fichten dominiert.
Unter den Tieren finden sich Wildarten wie Reh- und Damwild, Füchse, Hasen und Dachse. Stillgewässer beherbergen Amphibienarten wie Teichmolch und Grasfrosch. Auf den Grünländern siedeln unter anderem Sumpfdotterblume und Gelbe Wiesenraute. Die Grünländer sind Lebensraum zahlreicher Insekten und Nahrungshabitat verschiedener Vogelarten. Bedeutend sind Vorkommen der Stängellosen Schlüsselblume im Naturschutzgebiete.

## Geschichte
Der Wald ist Namensgeber der Gemeinde. Erstmals erwähnt wird der Wald im 13. Jahrhundert, als abtrünnige Mönche des Benediktinerordens aus dem Doppelkloster Meerhusen baten, in den Zisterzienserorden aufgenommen zu werden. Dies wurde jedoch nur unter der Bedingung gestattet, dass für die Mönche ein neues Kloster errichtet werde, während die Nonnen weiterhin im Kloster Meerhusen verbleiben sollten. Als Standort für das Kloster wurde dann ein Platz ter Yle, zu Ihlow (im Yl-loh, dem Eiben-Wald) erwählt. Die Mönche bewirtschafteten den Wald und legten in unmittelbarer nähe des Klosters eine Lichtung und mehrere Fischteiche an. Im Zuge der Reformation fielen die Besitztümer der ostfriesischen Klöster, Stifte und Kommenden und damit auch der Ihlower Forst an die Grafen und Fürsten von Ostfriesland, die es als Jagdgebiet nutzten und hier aus den Trümmern des Klosters ein Jagdschloss errichten ließen.
Ostfriesland ist waldarm. Auf einer der ältesten Karten aus dem Jahre 1579 sind in der Region nur acht Wälder eingezeichnet, einer davon ist Ihlow. Der Forst dehnte sich zu dieser Zeit über eine Fläche von etwa 180 Hektar aus. 1731 wurde der Wald dann durch Landzukauf erweitert. Nach dem Aussterben der Cirksena wurden die Preußen Herren von Ostfriesland. Sie begannen mit der geordneten Nutzung des Waldes. Nach der Besetzung Ostfrieslands durch die Franzosen waren die wenigen ostfriesischen Wälder nahezu vollständig abgeholzt. Das Material wurde für den Bau von Schanzen auf den Ostfriesischen Inseln benötigt, wie etwa der Napoleonschanze auf Norderney. Nach dem Abzug der Franzosen begann die Wiederaufforstung und der Forst wurde durch Anpflanzungen des Domänenlandes bedeutend erweitert, so dass er sich heute auf nahezu 315 Hektar ausdehnt.